# زلاتا اوگنویچ
زلاتا اوگنویچ (به انگلیسی: Zlata Ognevich) (زاده ۲ مارس ۱۹۹۳) خواننده اوکراینی است.
او در مسابقه آواز یوروویژن ۲۰۱۳ نماینده اوکراین بود.